# Santiago del Estero (província)
Santiago del Estero é uma província da Argentina. Limita-se ao Noroeste com Salta, ao Norte e Noreste com Chaco, ao Sudeste com Santa Fe, ao Sul com Córdoba e ao oeste com Catamarca e Tucumã.

## História
Vários povos ameríndios moravam esta área: diaguitas, vilelas, tonocotés. Tinham distintos modos de vida, desde a caça e colheita até a agricultura e o comércio. No século XV os incas tentaram de conquistar o território, e no século XVI os espanhóis.
Diego de Rojas, quem tinha chegado ao Rio da Prata, explorou a região em 1542. Em 1549 Juan Núñez del Prado recebeu orden do governador geral La Gasca e partiu desde Potosí. Fundou San Miguel de Tucumán e outras cidades no Noroeste da Argentina. Ainda que a região não pertencia ao Chile, houve uma disputa entre Núñez e Francisco de Villagra, e Villagra ganhou (1550).
Após da conquista Pedro de Valdivia enviou Francisco de Aguirre para governar o território. A sua pretensão era unir as terras desde o Pacífico até o Atlântico sob o seu governo, apesar que isto vidava as condições de La Gasca. Em 1553 Aguirre partiu e fundou Santiago del Estero.
A província passou à autoridade de Tucumán, ainda que o Chile a reclamou.
Santiago del Estero apoiou a independência da Argentina. En 1820 se separou de Tucumán, e em 1856 teve a sua constituição.

## Divisão administrativa
Santiago del Estero é dividido em 27 departamentos, são eles:
- Aguirre
- Alberdi
- Atamisqui
- Avellaneda
- Banda
- Belgrano
- Capital
- Choya
- Copo
- Figueroa
- General Taboada
- Guasayán
- Jiménez
- Juan Felipe Ibarra
- Loreto
- Mitre
- Moreno
- Ojo de Agua
- Pellegrini
- Quebrachos
- Río Hondo
- Rivadavia
- Robles
- Salavina
- San Martín
- Sarmiento
- Silípica